# NGC 3690
NGC 3690 é uma galáxia irregular na direção da constelação de Ursa Major. O objeto foi descoberto pelo astrônomo William Herschel em 1790, usando um telescópio refletor com abertura de 18,7 polegadas. Devido a sua moderada magnitude aparente (+11,6), é visível apenas com telescópios amadores ou com equipamentos superiores. 